# Dhanla
Dhanla fou un estat tributari protegit feudatari de Jodhpur, una thikana concedida en jagir el 1597 formada per cinc pobles.
Fou concedida a thakur Bhim Singh, fill de thakur Trilok Das (fill de Rao Kumpa de Marwar) pel maharajà Sur Singh el 1597 (aleshores formaven el jagir 12 pobles entre els quals Dhanla). Bhim Singh va morir en batalla contra el maharajà Kishan Singh, fundador de Kishangarh, el 1615.

## Llista de thakurs
- Thakur BHIM SINGH 1597-1615
- Thakur DALPAT SINGH 1615-1625 (fill)
- Thakur MADHO SINGH 1625-? (fill)
- Thakur KARAN SEN (fill)
- Thakur FATEH SINGH (confirmat en la possessió el 1708 pel maharaja Ajit Singh de Jodhpur).
- Thakur KHIMVKARAN ?-1754 (fill)
- Thakur KUMBHKARAN 17541786 (fill) (confirmat en 4 pobles de Godwad el 1770)
- Thakur KESARI SINGH 1786-1809 (fill)
- Thakur UDAI SINGH 1809-? (fill)
- Thakur BIRAD SINGH (fill)
- Thakur BAGH SINGH ?-1866 (fill)
- Thakur BADAR SINGH 1866-1877 (fill)
- Thakur KHUMAN SINGH 1877-1915 (fill)
- Thakur AMAR SINGH 1915-1932 (fill)
- Thakur JASWANT SINGH 1932-1949 (fill)